# Куртиновка
Куртиновка — упразднённая деревня в Задонском районе Липецкой области России. На момент упразднения входила в состав Каменского сельсовета. Исключена из учётных данных в июле 1987 году.

## География
Деревня располагалась на Среднерусской возвышенности, в южной части региона, в центральной части Задонского района, на расстоянии примерно (по прямой) в 4,5 км к северо-западу от села Яблоново.

## История
По данным на 1932 год деревня входила в состав Борковского сельсовета Задонского района Центрально-Чернозёмной области. Упразднена в июле 1987 г.

## Население
По данным на 1932 год в деревне проживало 197 человек.